# Diócesis de Prato
La diócesis de Prato (en latín: Dioecesis Pratensis y en italiano: Diocesi di Prato) es una circunscripción eclesiástica de la Iglesia católica en Italia. Se trata de una diócesis latina, sufragánea de la arquidiócesis de Florencia. Desde el 15 de mayo de 2019 su obispo es Giovanni Nerbini.

## Territorio y organización

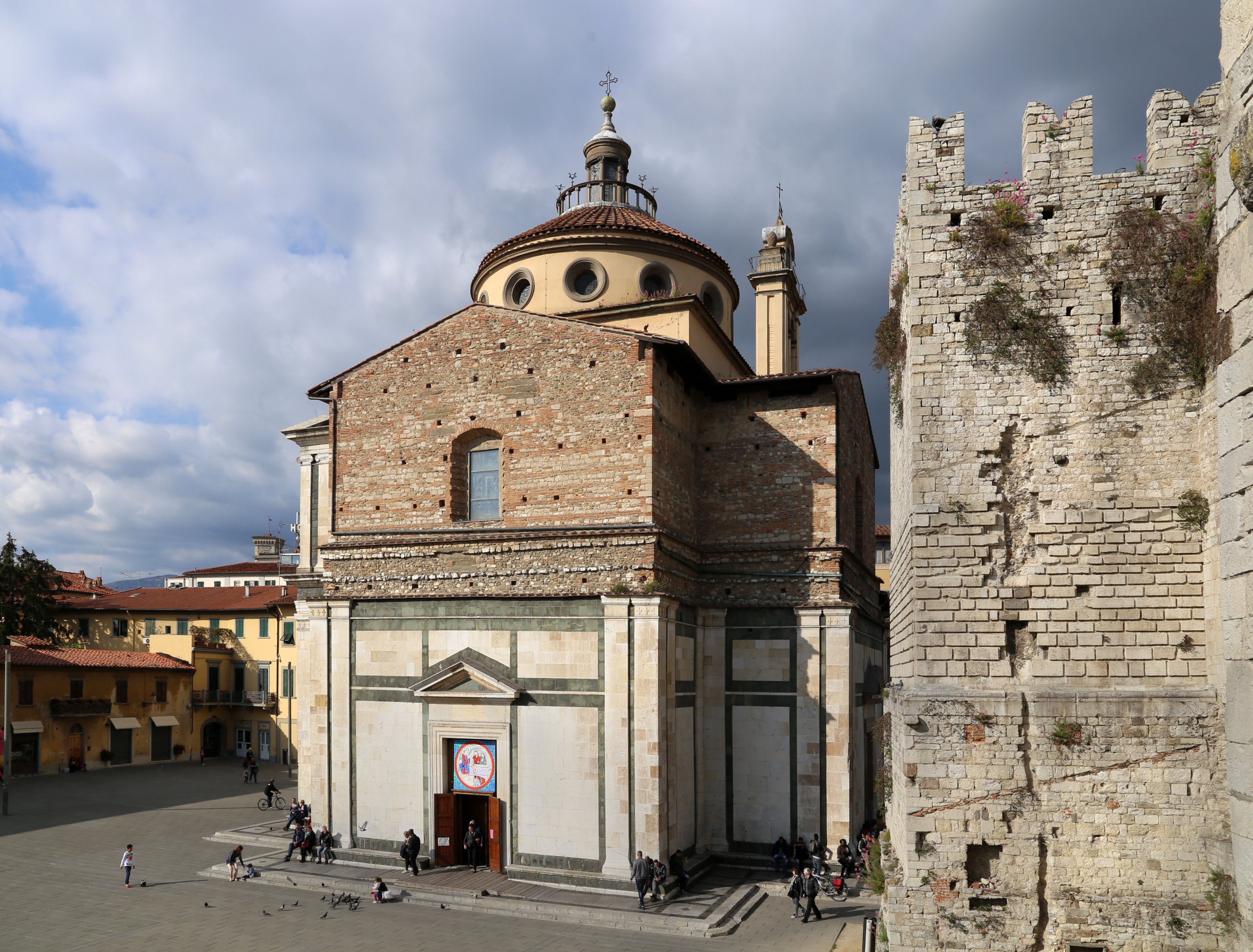
Basílica de Santa María de las Carcelarias, en Prato

La diócesis tiene 290 km² y extiende su jurisdicción sobre los fieles católicos de rito latino residentes en 4 comunas de la provincia de Prato en la región de Toscana: Prato, Vaiano, Vernio y Cantagallo.

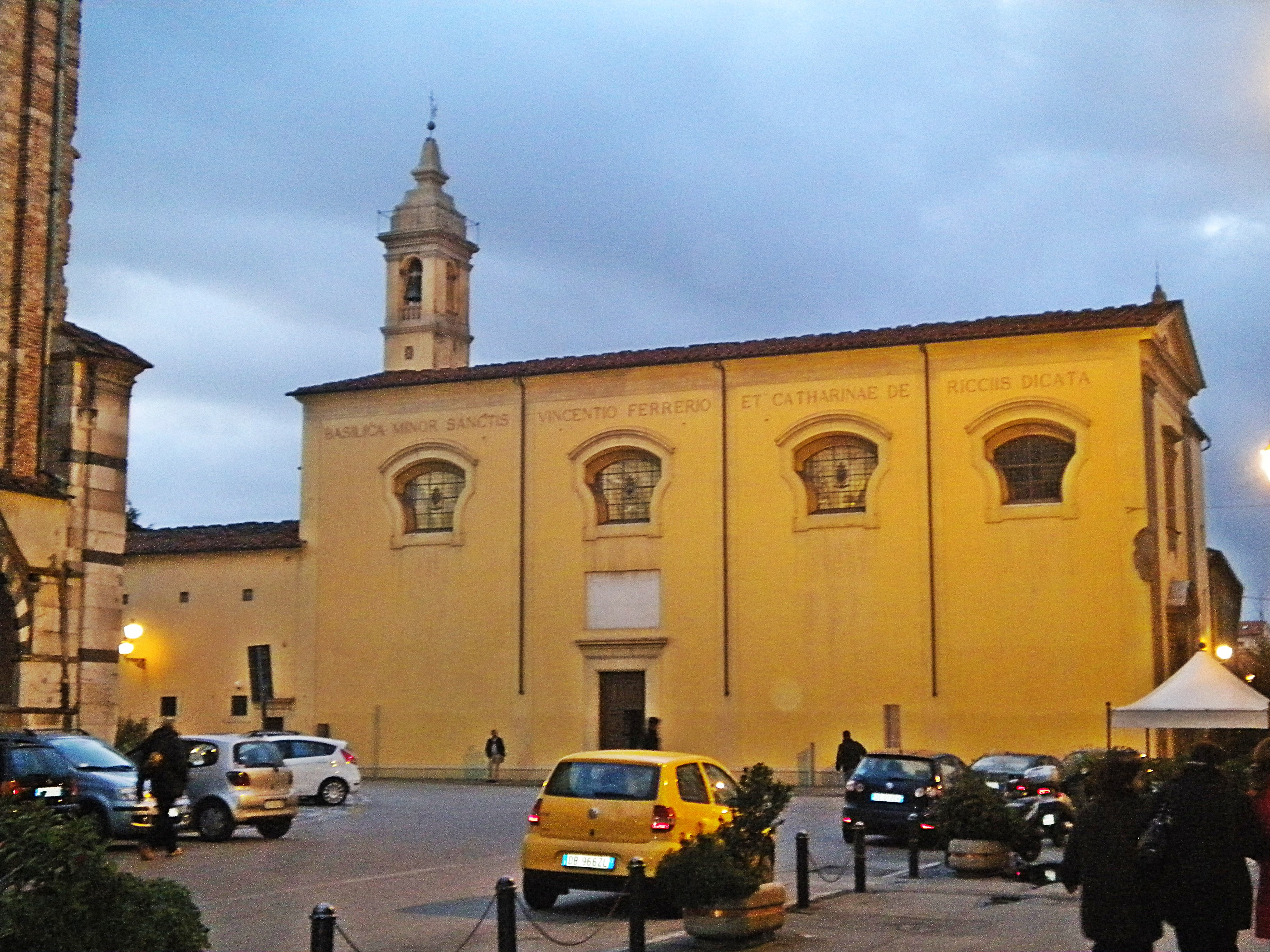
Basílica de los Santos Vicente y Catalina de Ricci, en Prato

La sede de la diócesis se encuentra en la ciudad de Prato, en donde se halla la Catedral de San Esteban y las basílicas de Santa María de las Carcelarias y de los Santos Vicente y Catalina de Ricci.

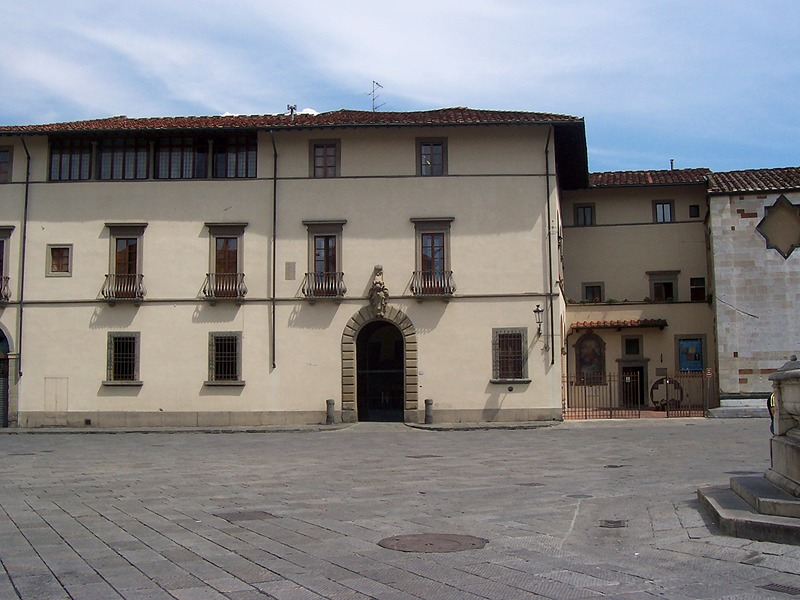
Curia episcopal de Prato

En 2023 en la diócesis existían 84 parroquias, que desde el 29 de noviembre de 2006 están agrupadas en 7 vicariatos: Prato centro, Prato est, Prato ovest, Prato sud-est, Prato sud-ovest, Prato nord y Val di Bisenzio.

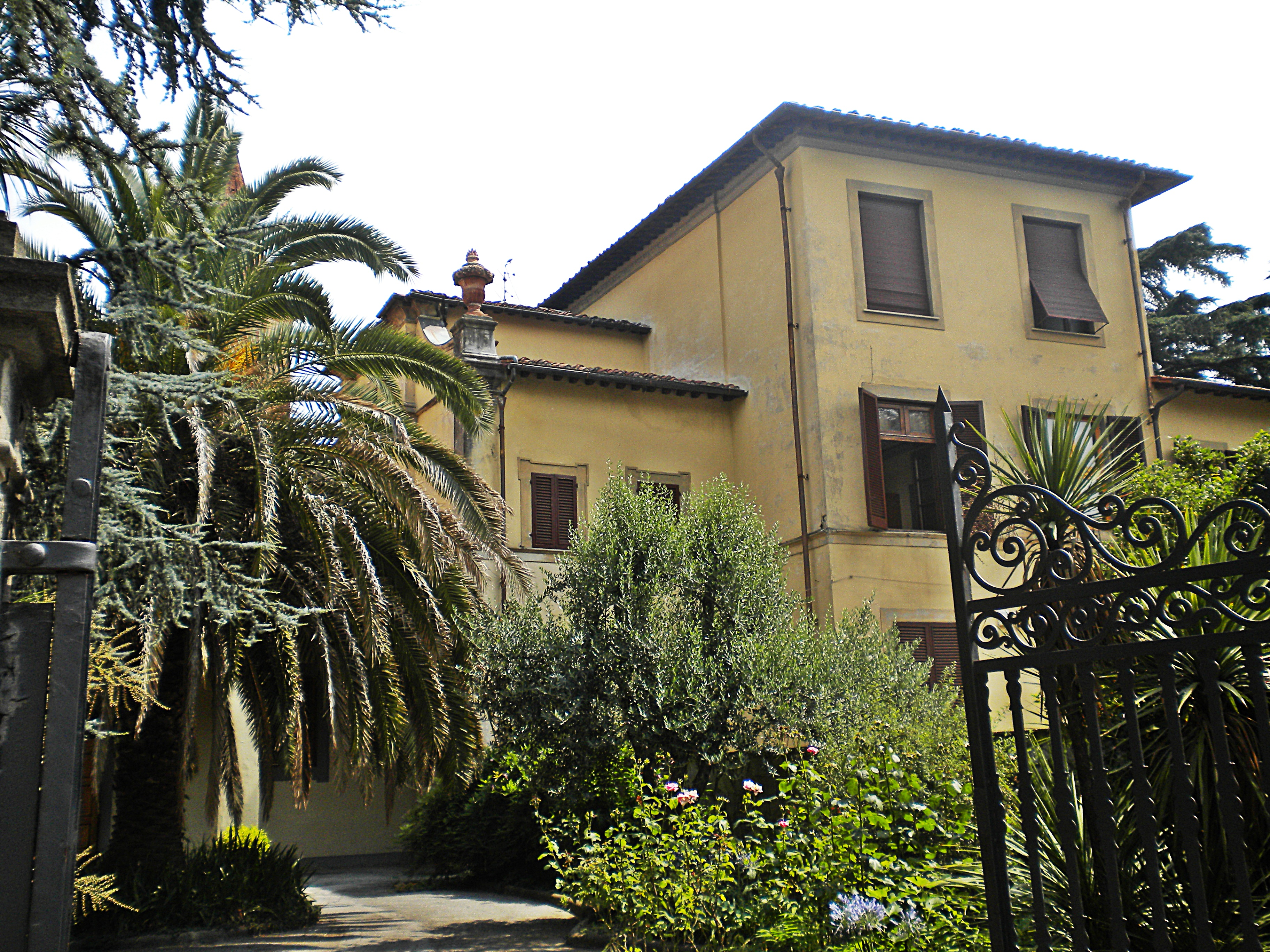
Seminario episcopal de Prato

## Historia
La iglesia parroquial de San Esteban de Prato está documentada por primera vez en el siglo X, aunque sus orígenes probablemente sean anteriores. Su importancia y la voluntad de autonomía de la jurisdicción del obispo de Pistoya crecieron a medida que el castrum de Prato se transformó en un municipio libre y fortificado. A lo largo de los siglos siguientes hubo innumerables motivos de discordia entre el preboste de San Esteban y los obispos de Pistoya.
En 1133 el papa Inocencio II concedió a la parroquia de San Esteban la sujeción inmediata a la Santa Sede, «salvo el respeto de algunos derechos/deberes propios de la función episcopal, como la ordenación de sacerdotes, la administración de la confirmación, la consagración de iglesias, que quedaron a cargo de los obispos de Pistoya».
A principios del siglo XV, a petición del señorío de Florencia, se iniciaron las negociaciones para la erección de una diócesis en Prato, con el consentimiento del papa de obediencia pisana Alejandro V. Pero la muerte del papa impidió la publicación de la bula. Sin embargo, el papa Pío II, mediante la bula Etsi cunctae del 5 de septiembre de 1463, erigió la colegiata de San Esteban en prepositura nullius dioecesis, inmediatamente sujeta a la Santa Sede y por lo tanto completamente independiente de la jurisdicción de los obispos de Pistoya. Debido a nuevos conflictos con Pistoya, la exención fue confirmada por el papa Paulo III en 1543 mediante la bula Cum sicut nobis.
La prepositura nullius fue dada in commendam a personalidades altas, especialmente de la familia Médici, entre las que se encontraban dos futuros papas, León X y León XI, tres cardenales y un gran duque de Toscana.
El culmen de su camino hacia la independencia lo alcanzó la Iglesia de Prato el 22 de septiembre de 1653, cuando fue erigida la diócesis mediante la bula Redemptoris nostri del papa Inocencio X, uniéndola al mismo tiempo aeque principaliter a la diócesis de Pistoya y hecha sufragánea de la arquidiócesis de Florencia. «Más que una victoria, fue un compromiso, ya que la dignidad episcopal de Prato se resumió en la cotitularidad de la nueva diócesis de Prato y Pistoya, quedando la sede diocesana en esta última ciudad y limitándose el territorio sujeto a la catedral de Prato al solo distrito urbano.»
De hecho, originalmente y hasta el siglo XIX, la diócesis comprendía únicamente las parroquias que se encontraban dentro de los muros del siglo XIV. A pesar de la estrechez de los confines, en 1682 el obispo Gherardo Gherardi erigió el seminario diocesano en Prato, antes incluso de establecerlo en Pistoya, donde los obispos tenían su residencia habitual.
El seminario de Prato formó una élite de sacerdotes que se distinguieron particularmente en el siglo XIX. De hecho, muchos de los vicarios generales, todos de origen pratense, formados en el seminario, asumieron posteriormente el cargo de obispos en las diócesis de Toscana. Entre ellos se puede recordar a Ferdinando Baldanzi, obispo primero en Volterra y luego en Siena, Giovanni Benini en Pescia, Giuseppe Targioni en Volterra, Giovanni Pierallini en Colle di Val d'Elsa y luego en Siena, y Giovacchino Limberti en Florencia.
En septiembre de 1916 la diócesis de Prato fue ampliada mediante el decreto Ex officio divinitus de la Congregación Consistorial, con la incorporación de 27 parroquias de la diócesis de Pistoya, y 12 de la arquidiócesis de Florencia.
Con estos cambios, a la diócesis se le asignó la jurisdicción eclesiástica sobre todo el territorio comunal de Prato, que en ese momento incluía también el territorio de Vaiano, que se convirtió en comuna autónoma en 1949. «De nueve parroquias, siempre las del período Ricci, pasamos a 48, con cinco vicariatos extraurbanos; los sacerdotes de 60 pasaron a 104, los regulares de 14 a 24, las casas religiosas de 11 a 16, la población alcanzó los 60 000 fieles; También es muy significativo el aumento del número de monjas que en 1951 alcanzó las treinta comunidades con 308 presencias.»
Prato tuvo por primera vez su propio obispo residente, Pietro Fiordelli, con la separación definitiva de Pistoya, acaecida el 25 de enero de 1954 mediante la bula Clerus populusque del papa Pío XII.
En octubre de 1975 la diócesis se amplió con la incorporación de 12 parroquias de las comunas de Cantagallo y Vernio que pertenecían a la diócesis de Pistoya.

## Estadísticas
Según el Anuario Pontificio 2024 la diócesis tenía a fines de 2023 un total de 196 000 fieles bautizados.
| Año                                                                             | Población            | Población | Población      | Sacerdotes | Sacerdotes    | Sacerdotes    | Bautizados por sacerdote | Diáconos permanentes | Religiosos | Religiosos | Parroquias |
| Año                                                                             | Bautizados católicos | Total     | % de católicos | Total      | Clero secular | Clero regular | Bautizados por sacerdote | Diáconos permanentes | Varones    | Mujeres    | Parroquias |
| ------------------------------------------------------------------------------- | -------------------- | --------- | -------------- | ---------- | ------------- | ------------- | ------------------------ | -------------------- | ---------- | ---------- | ---------- |
| 1970                                                                            | 152 700              | 153 000   | 99.8           | 122        | 83            | 39            | 1251                     |                      | 44         | 292        | 55         |
| 1980                                                                            | 178 000              | 179 000   | 99.4           | 140        | 98            | 42            | 1271                     | 1                    | 49         | 243        | 76         |
| 1990                                                                            | 189 000              | 190 000   | 99.5           | 140        | 100           | 40            | 1350                     | 1                    | 43         | 215        | 85         |
| 1999                                                                            | 184 900              | 191 700   | 96.5           | 136        | 95            | 41            | 1359                     | 8                    | 42         | 217        | 85         |
| 2000                                                                            | 185 400              | 192 100   | 96.5           | 129        | 95            | 34            | 1437                     | 8                    | 35         | 214        | 85         |
| 2001                                                                            | 185 300              | 192 200   | 96.4           | 128        | 93            | 35            | 1447                     | 10                   | 36         | 210        | 85         |
| 2002                                                                            | 185 500              | 192 500   | 96.4           | 140        | 103           | 37            | 1325                     | 10                   | 38         | 227        | 85         |
| 2003                                                                            | 185 500              | 192 500   | 96.4           | 143        | 106           | 37            | 1297                     | 12                   | 38         | 227        | 85         |
| 2004                                                                            | 186 320              | 193 120   | 96.5           | 145        | 110           | 35            | 1284                     | 12                   | 36         | 230        | 85         |
| 2013                                                                            | 192 600              | 214 600   | 89.7           | 144        | 110           | 34            | 1337                     | 21                   | 35         | 250        | 84         |
| 2016                                                                            | 196 500              | 223 000   | 88.1           | 125        | 107           | 18            | 1572                     | 24                   | 18         | 154        | 85         |
| 2019                                                                            | 198 347              | 227 688   | 87.1           | 122        | 103           | 19            | 1625                     | 24                   | 19         | 99         | 85         |
| 2021                                                                            | 198 700              | 213 937   | 92.9           | 120        | 104           | 16            | 1655                     | 23                   | 16         | 126        | 84         |
| 2023                                                                            | 196 000              | 211 130   | 92.8           | 112        | 96            | 16            | 1750                     | 22                   | 16         | 124        | 84         |
| Fuente: Catholic-Hierarchy, que a su vez toma los datos del Anuario Pontificio. |                      |           |                |            |               |               |                          |                      |            |            |            |

## Episcopologio

### Prevostes de Prato
- Carlos de Cosme de Médici † (1463-29 de mayo de 1492 falleció)
- Giovanni di Lorenzo de' Medici † (26 de junio de 1492-1501 renunció, luego electo papa con el nombre de León X)
- Oddo Altoviti † (1501-12 de noviembre de 1507 falleció)
- Niccolò Ridolfi † (1507-31 de enero de 1550 falleció)
- Pier Francesco Riccio † (1550-17 de febrero de 1564 falleció)
- Ludovico Bieccatelli † (julio de 1564-17 de octubre de 1572 falleció)
- Onofrio Camaiani † (1572-28 de abril de 1574 falleció)
- Fernando I de Médici † (1574-1587 renunció)
- Alessandro de' Medici † (1588-1 de abril de 1605 electo papa con el nombre de León XI)
- Filippo Salviati † (1605-12 de agosto de 1619 nombrado obispo de Sansepolcro)
- Carlos Fernando de Médici † (1619-1653 renunció)

### Obispos de Pistoya y Prato
- Giovanni Gerini † (22 de septiembre de 1653-18 de mayo de 1656 falleció)
- Francesco Rinuccini † (28 de agosto de 1656-11 de marzo de 1678 falleció)
- Gherardo Gherardi † (10 de abril de 1679-16 de enero de 1690 falleció)
- Leone Strozzi, O.S.B.Vall. † (10 de julio de 1690-21 de junio de 1700 nombrado arzobispo de Florencia)
- Francesco Frosini † (24 de enero de 1701-2 de octubre de 1702 nombrado arzobispo de Pisa)
- Carlo Visdomini Cortigiani † (15 de enero de 1703-13 de octubre de 1713 falleció)
- Colombino Bassi, O.S.B.Vall. † (6 de mayo de 1715-11 de abril de 1732 falleció)
- Federico Alamanni † (21 de julio de 1732-30 de noviembre de 1775 falleció)
- Giuseppe Ippoliti † (15 de abril de 1776-23 de marzo de 1780 falleció)
- Scipione de Ricci † (19 de junio de 1780-10 de junio de 1791 renunció)
- Francesco Falchi Picchinesi † (19 de diciembre de 1791-10 de febrero de 1803 falleció)
- Francesco Toli † (28 de marzo de 1803-6 de julio de 1833 falleció)
- Angelo Maria Gilardoni † (23 de junio de 1834-24 de mayo de 1835 falleció)
  - Sede vacante (1835-1837)
- Giovanni Battista Rossi † (2 de octubre de 1837-16 de febrero de 1849 falleció)
- Leone Niccolai, O.Cart. † (5 de noviembre de 1849-13 de julio de 1857 falleció)
  - Sede vacante (1857-1867)
- Enrico Bindi † (27 de marzo de 1867-27 de octubre de 1871 nombrado arzobispo de Siena)
- Niccolò Sozzifanti † (27 de octubre de 1871-1 de febrero de 1883 falleció)
- Donato Velluti Zati di San Clemente † (15 de marzo de 1883-11 de marzo de 1885 renunció[nota 4])
- Marcello Mazzanti † (27 de marzo de 1885-18 de agosto de 1908 falleció)
- Andrea Sarti † (29 de abril de 1909-7 de noviembre de 1915 falleció)
- Gabriele Vettori † (6 de diciembre de 1915-6 de febrero de 1932 nombrado arzobispo de Pisa)
- Giuseppe Debernardi † (13 de marzo de 1933-19 de septiembre de 1953 falleció)

### Obispos de Prato
- Pietro Fiordelli † (7 de julio de 1954-7 de diciembre de 1991 retirado)
- Gastone Simoni † (7 de diciembre de 1991-29 de septiembre de 2012 retirado)
- Franco Agostinelli (29 de septiembre de 2012-15 de mayo de 2019 retirado)
- Giovanni Nerbini, desde el 15 de mayo de 2019